# 山姆·沃辛頓
山繆·亨利·約翰·「山姆」·沃辛頓（英語：Samuel Henry John "Sam" Worthington，1976年8月2日—），澳大利亞男演員和編劇。知名於《阿凡達》（2009年）及其續集的男主角，其他作品如《魔鬼終結者：未來救贖》（2009年）、《超世紀封神榜》（2010年）、《诸神之怒》（2012年）、《聖母峰》（2015年）和《鋼鐵英雄》（2016年），以及電視劇《緝凶：飛機炸彈客》（2017年）。
他也在電子遊戲《決勝時刻：黑色行動》（2010年）、《決勝時刻：黑色行動II》（2012年）、《決勝時刻：黑色行動4》（2018年）中擔任艾力克斯·梅森上尉（Captain Alex Mason）的配音。

## 早年
沃辛頓於1976年8月2日出生在東南英格蘭薩里郡戈達爾明，父母都是英國人。他在6個月大時举家移民至西澳州的珀斯，在羅爾金翰的市郊溫布羅生活。他的母親叫珍妮·J(娘家姓馬丁)，是一名家庭主婦，他的父親叫羅納德·W·沃辛頓，是一名發電廠員工。他有一名姐妹叫露辛達。
他就讀位於西澳州費利曼圖市的約翰·柯廷表演藝術學校，這是一所專門從事戲劇藝術的學校，他在那裡學習戲劇，但沒有畢業。當他離開學院時，他的父親給了他400元，讓他去昆士蘭州的凱恩斯進行單程旅行，並告訴他要「去打工回家」。他開始從事建築和打雜工作，最終在悉尼定居。19歲時幹過砌磚工，期間他參加了國家戲劇藝術學院(NIDA)的試演，並獲得了獎學金。

## 職業生涯
從2000年至2006年間，他參與了澳洲當地的多部電影與電視影集的演出，包括《靴子男》、《剛開廣場》、《我行我愛》和《馬克白》。沃辛頓在2004年以在《我行我愛》中的演出，獲頒澳大利亞影視藝術學院獎最佳男主角獎項。沃辛頓的國際演藝生涯從接演一系列好萊塢電影的小角色開始，包括《哈特戰爭》（2002年）和在澳洲拍攝的《大突襲》等。他曾經參加《新鐵金剛智破皇家賭場》中占士·邦一角的試鏡，但輸給了丹尼爾·基克。
2007年，詹姆斯·卡麥隆挑選沃辛頓在科幻電影《阿凡達》中擔任主角。2008年，卡麥隆推薦他在《魔鬼終結者：未來救贖》中飾演馬可仕一角。2016年4月，卡麥隆宣布將拍攝四部《阿凡達》續集，而沃辛頓也都將繼續參與演出。2015年7月29日，宣布他將參演由梅爾·吉勃遜執導的二戰電影《鋼鐵英雄》，電影於2015年9月開拍，並於2016年11月上映。

## 作品列表

### 電影
| 年份 | 標題                             | 角色                  | 附註                             |
| ---- | -------------------------------- | --------------------- | -------------------------------- |
| 2000 | 《靴子男》                       | 米切爾·奧克登         |                                  |
| 2001 | 《人生大事》（A Matter of Life） | 我們的英雄            | 短片                             |
| 2002 | 《哈特戰爭》                     | B·J·"倉庫"·吉德里下士 |                                  |
| 2002 | 《骯髒勾當》                     | 達西瑞安              |                                  |
| 2003 | 《剛開廣場》                     | 巴里·"瓦齊"·維爾斯    |                                  |
| 2004 | 《恩佐》（Enzo）                 | -                     | 短片；導演、編劇、音樂和攝影指導 |
| 2004 | 《我行我愛》                     | 喬                    |                                  |
| 2004 | 《雷霆萬鈞》                     | 羅尼                  |                                  |
| 2005 | 《大突襲》                       | 盧卡斯                |                                  |
| 2005 | 《芬克！》（Fink!）              | 艾貝爾                |                                  |
| 2006 | 《馬克白》                       | 馬克白勳爵            |                                  |
| 2007 | 《凶鱷》                         | 尼爾·凱利             |                                  |
| 2009 | 《魔鬼終結者：未來救贖》         | 馬可仕·萊特           |                                  |
| 2009 | 《阿凡達》                       | 傑克·蘇里             |                                  |
| 2010 | 《超世紀封神榜》                 | 帕修斯                |                                  |
| 2010 | 《一夜迷情》                     | 邁克爾·里德           |                                  |
| 2010 | 《愛與懷疑》                     | 邁爾斯                | DVD首映；章節：〈藍極〉          |
| 2011 | 《特務謎雲》                     | 年輕的大衛·佩雷茨     |                                  |
| 2011 | 《德州殺戮戰場》                 | 邁克·蘇德警探         |                                  |
| 2012 | 《驚天換日》                     | 尼克·卡西迪           |                                  |
| 2012 | 《怒戰天神》                     | 帕修斯                |                                  |
| 2013 | 《冲浪兄弟》                     | JB                    |                                  |
| 2014 | 《震撼殺戮》                     | 詹姆斯·“怪物”·穆雷    |                                  |
| 2014 | 《蛋糕的滋味》                   | 羅伊·柯林斯           |                                  |
| 2014 | 《保管室》                       | 摩西                  |                                  |
| 2015 | 《紙飛機》                       | 傑克·韋伯             |                                  |
| 2015 | 《綁架海尼根》                   | 威廉·霍里德           |                                  |
| 2015 | 《聖母峰》                       | 蓋·科特               |                                  |
| 2016 | 《鋼鐵英雄》                     | 傑克·格洛弗上尉       |                                  |
| 2017 | 《心靈小屋》                     | 麥克·菲里普           |                                  |
| 2017 | 《犯罪獵人》                     | 史蒂芬·盧卡斯         |                                  |
| 2018 | 《末世異種》                     | 里克·詹森             |                                  |
| 2019 | 《斷線》                         | 瑞·孟羅               |                                  |
| 2021 | 《蘭斯基》                       | 大衛·斯通             |                                  |
| 2021 | 《西部殺陣》                     | 艾薩克·勒梅           |                                  |
| 2022 | 《9發子彈》                      | 傑克                  |                                  |
| 2022 | 《阿凡達：水之道》               | 傑克·蘇里             |                                  |
| 2023 | 《無間特攻》（Transfusion）      | 瑞安·洛根             |                                  |
| 2023 | 《追殺代理人》                   | 凱斯勒                |                                  |
| 2024 | 《偷破天際線》                   | 赫斯黎                |                                  |
| 2024 | 《窒命危機》                     | 盧卡斯                |                                  |
| 2024 | 《地平線：美國傳奇 第一部》      | 泰倫特·格普哈特中尉   |                                  |
| 2024 | 《驱魔》                         | 喬                    |                                  |
| 2024 | 《喋血雙雄》                     | 芬恩                  |                                  |
| 2024 | 《传话人》                       |                       |                                  |
| 2025 | 《阿凡達3》                      | 傑克·蘇里             |                                  |

### 電視
| 年份 | 標題                 | 角色          | 附註                      |
| ---- | -------------------- | ------------- | ------------------------- |
| 2000 | 《执法悍将》         | 鄧斯·莫爾     | 單集：〈飛旋鏢：第1部分〉 |
| 2000 | 《水鼠》             | 菲里普        | 單集：〈能飛躍高樓〉      |
| 2000 | 《蓝色高跟鞋》       | 肖恩·多諾凡   | 單集：〈血脈〉            |
| 2004 | 《愛我的方式》       | 霍華德·萊特   | 10集                      |
| 2005 | 《外科醫生》         | 薩姆·達甚博士 | 8集                       |
| 2006 | 《兩個扭曲》         | 格斯·羅傑斯   | 單集：〈郵遞員〉          |
| 2015 | 《加里波利死亡線》   | 菲里普·舒勒   | 迷你劇；4集；兼執行製片人 |
| 2017 | 《緝凶：飛機炸彈客》 | 吉姆·費茲傑羅 | 8集                       |
| 2021 | 《熊熊大火》         | 格倫·芬德雷   | 迷你劇；2集               |
| 2022 | 《天堂的旗幟下》     | 羅恩·拉弗蒂   | 迷你劇；7集               |

### 電子遊戲
| 年份 | 標題                     | 配音角色    | 附註 |
| ---- | ------------------------ | ----------- | ---- |
| 2010 | 《決勝時刻：黑色行動》   | 阿歷斯·瑪森 |      |
| 2012 | 《決勝時刻：黑色行動II》 | 阿歷斯·瑪森 |      |
| 2018 | 《決勝時刻：黑色行動4》  | 阿歷斯·瑪森 |      |

## 資料來源
1. ↑  .   [2010-03-08]. （原始内容存档于2010-07-23）.
2. ↑  . Screencrave.com.   [2021-07-06]. 原始内容存档于2009-10-08 （英语）.
3. ↑  Garrett, Diane. . Variety. 2008-02-12  [2008-02-12]. （原始内容存档于2008-02-15）.
4. ↑  Fleming Jr, Mike. . deadline.com. 2015-07-29  [2015-08-01]. （原始内容存档于2015-07-31）.
5. ↑  Lodderhose, Diana. . Deadline Hollywood. 2022-05-10  [2023-10-16]. （原始内容存档于2022-12-29）.
6. ↑  Fuge, Jonathan. . MovieWeb. 2024-07-16  [2024-07-19].
7. ↑  Wiseman, Andreas. . Deadline Hollywood. 2023-04-24  [2023-04-24]. （原始内容存档于2023-05-20）.

## 外部連結
- 山姆·沃辛頓在互联网电影资料库（IMDb）上的資料（英文）
- Sam-Worthington.com